# Meioherpia atlantica
Meioherpia atlantica is een Solenogastressoort uit de familie van de Meiomeniidae. De wetenschappelijke naam van de soort is voor het eerst geldig gepubliceerd in 1985 door Salvini-Plawen & Sterrer.